# 299 Queen Street West
Le 299 Queen Street West, également connu sous le nom de CTV Queen Street, est un édifice d'architecture néogothique situé à l'angle de Queen Street West et John Street, dans le centre-ville de Toronto, au Canada. Le bâtiment abrite les bureaux et le siège social du groupe audiovisuel canadien Bell Média.
Le bâtiment est classé au patrimoine de la ville de Toronto.